# 阿歷斯·明尼路
阿歷山大·彭利拿·卡度素，（英語：Alexander Pereira Cardoso;1975年3月15日），巴西职业足球运动员，现效力于帕拉尼恩斯。

## 榮譽

### 球會
高士路
- 南美自由盃: 1997
- 米納斯吉拉斯州聯賽: 1997

帕拉尼恩斯
- 巴甲聯賽: 2001
- 巴拉納州聯賽: 2001, 2005

彭美拉斯
- 聖保羅州聯賽: 2008

### 個人
- 巴甲金球獎: 2001
- 聖保羅州聯賽神射手: 2008

## 連結
- （葡萄牙文） official site
- sambafoot （页面存档备份，存于）
- （葡萄牙文） CBF
- （葡萄牙文） zerozero.pt （页面存档备份，存于）